# Verwaltungsgemeinschaft Mittleres Nessetal

Lage der ehemaligen Verwaltungsgemeinschaft im Landkreis Gotha

In der Verwaltungsgemeinschaft Mittleres Nessetal aus dem thüringischen Landkreis Gotha hatten sich zwölf Gemeinden zur Erledigung ihrer Verwaltungsgeschäfte zusammengeschlossen.
Der Name der Verwaltungsgemeinschaft bezieht sich auf den Fluss Nesse.
Sitz der Verwaltungsgemeinschaft war Goldbach.

## Die Gemeinden
1. Ballstädt
2. Brüheim
3. Bufleben
4. Friedrichswerth
5. Goldbach
6. Haina
7. Hochheim
8. Remstädt
9. Sonneborn
10. Wangenheim
11. Warza
12. Westhausen

## Geschichte
Die Verwaltungsgemeinschaft wurde am 24. Februar 1992 unter dem Namen Verwaltungsgemeinschaft Warza gegründet. Am 29. Dezember 1994 erhielt sie mit der Aufnahme der Gemeinden Goldbach und Wangenheim ihren heutigen Namen. Brüheim, Friedrichswerth, Haina und Sonneborn kamen aus der aufgelösten Verwaltungsgemeinschaft Nessetal am 1. Januar 1997 hinzu. Im Rahmen der Gebietsreform in Thüringen wurde die Verwaltungsgemeinschaft am 1. Januar 2019 aufgelöst. Die Mitgliedsgemeinden schlossen sich – mit Ausnahme Sonneborns – zur Landgemeinde Nessetal zusammen. Diese ist erfüllende Gemeinde für Sonneborn.